# Type 4 (lanciarazzi 74 mm)
Il Type 4  (試製四式七糎噴進砲? Shisei shi-shiki nana-senchi funshinhō in lingua giapponese, letteralmente "lanciarazzi sperimentale Type 4 calibro 7 cm") era un lanciarazzi anticarro spallegiabile progettato dall'Impero giapponese per la difesa della madrepatria in caso di invasione alleata, distribuito alle numerose forze metropolitane nell'ultimo anno della seconda guerra mondiale. Il nome era dovuto all'anno di adozione da parte dell'esercito nipponico (l'anno imperiale 2604, corrispondente al 1944 del calendario gregoriano).

## Storia
Durante la guerra del Pacifico l'esercito imperiale giapponese si era trovato a dover combattere varie volte contro piccoli reparti corazzati statunitensi e/o australiani senza disporre di una valida arma anticarro. Il cannone dedicato Type 1 da 37 mm si dimostrò efficace nei primi anni del conflitto contro i carri leggeri come il M3 Stuart, ma il potere di penetrazione delle sue munizioni era insufficiente a mettere fuori uso mezzi più pesanti quali l'M4 Sherman; con l'introduzione del Type 1 da 47 mm i reparti nipponici poterono adoperare un'arma migliore, che tuttavia doveva sparare a breve distanza dagli obiettivi più corazzati per averne ragione. Poiché i progetti della Marina imperiale giapponese avevano la priorità, l'esercito fu costretto a fare affidamento sui sistemi esistenti; come alternativa contro carri e blindati si ridusse a fare usi innovativi della mina Type 99. Solo nel 1944, con il rapido deteriorarsi della situazione strategica, i vertici dell'esercito fornirono rapidamente alla fanteria un'arma anticarro finalmente di valore.
Nel 1943 era stata avviato, presso il 1º Centro di ricerca dell'esercito, lo sviluppo di un lanciarazzi portatile da 70 mm e a metà del 1944 esso entrò in servizio come Type 4. Concepito come arma anticarro da fanteria, esteticamente ricordava il tedesco Panzerschreck e lo statunitense Bazooka, ma essendo molto più pesante quando carico disponeva di un bipiede anteriore: la produzione iniziò lo stesso anno. Furono realizzati circa 3 500 pezzi, consegnati esclusivamente alle unità schierate in patria; la fabbricazione di munizioni (un razzo da 4,08 chili) iniziò nell'aprile 1944 e a luglio dello stesso anno aveva raggiunto la quota di 2 000 ordigni mensili.
Questa la distribuzione dei lanciarazzi e delle munizioni all'estate 1945.
|             | 5ª Armata | 11ª Armata | 12ª Armata | 13ª Armata | 15ª Armata | 16ª Armata | 55ª Armata | 59ª Armata |
| ----------- | --------- | ---------- | ---------- | ---------- | ---------- | ---------- | ---------- | ---------- |
| Lanciarazzi | 0         | 100        | 484        | 103        | 960        | -          | 75         | 38         |
| Munizioni   | 0         | 0          | 3 204      | 287        | 0          | 3 824      | 0          | 611        |

Il Giappone si arrese prima del previsto sbarco alleato sul suolo metropolitano, cosicché il Type 4 non ebbe mai l'occasione di essere utilizzato operativamente sul campo.

## Tecnica

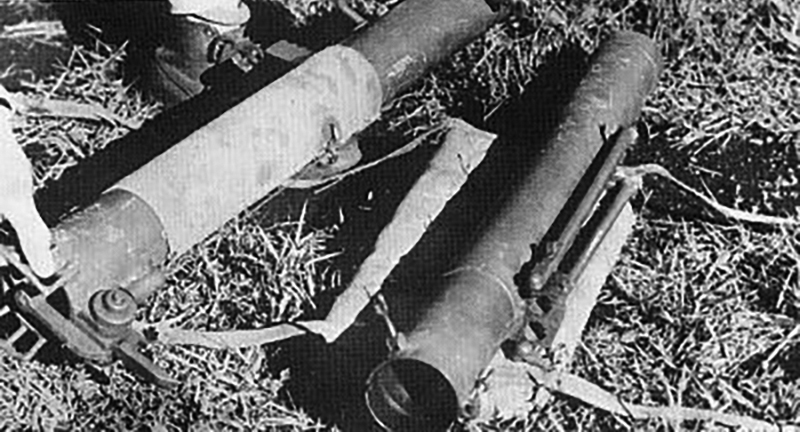
Un Type 4 disassemblato

Il tubo del lanciarazzi era costituito da due sezioni giunte nel mezzo, similmente all'M20 Super Bazooka. L'arma era progettata per essere utilizzata dal tiratore sdraiato a terra. La sezione anteriore era munita di un bipiede simile a quello della mitragliatrice leggera Type 99. Il puntatore si poneva, con il corpo a 45° rispetto all'asse dell'arma (per evitare la vampa), sul lato sinistro del tubo; il caricatore assumeva la stessa posizione sul lato destro. La sezione posteriore del tubo era dotata sulla faccia inferiore dell'impugnatura a pistola e del grilletto. Un cavetto lo collegava alla culatta del tubo e quindi al cane. Cane e percussore erano montati su un braccetto oscillante; in posizione armata il braccetto era sollevato sopra il tubo, disallineato con la culatta (consentendo così il caricamento); il grilletto agiva sul perno di ritenuta del braccetto e lo sganciava. Il braccetto, sotto la spinta della sua molla, ruotava verso il basso colpendo il percussore del razzo, che così partiva. Il puntamento si avvaleva di mire metalliche.
Il razzo da 70 mm, a stabilizzazione giroscopica, montava una spoletta per proiettili da mortaio. La granata a carica cava pesava 4,08 kg, dei quali 260 grammi costituiti dalla carica propellente e 710 grammi dalla carica esplosiva; raggiungeva una velocità alla volata di 100 m/s e la portata massima era di 750 metri, ma in realtà la precisione era garantita solo nel breve raggio di 50-100 metri. In condizioni ottimali la capacità di penetrazione era compresa tra 80 mm e 100 mm.